# Clitocybe harmajae
Clitocybe harmajae är en svampart som beskrevs av Lamoure 1972. Clitocybe harmajae ingår i släktet Clitocybe och familjen Tricholomataceae.   Inga underarter finns listade i Catalogue of Life.